# Імені Анатолія Алімова
Íмені Анатóлія Алíмова (до 1959 року — Роз'їзд А, до 28 травня 2009 року — Запоріжжя-Мале) — вузлова залізнична станція Запорізької дирекції Придніпровської залізниці на перетині трьох електрифікованих ліній Апостолове — Запоріжжя II, Імені Анатолія Алімова — Порт-Велике Запоріжжя, Імені Анатолія Алімова — Вільнянськ між зупинним пунктом Платформа 174 км (1 км) та станціями Запоріжжя II (7 км), Запоріжжя-Ліве (9 км), Порт-Велике Запоріжжя. Розташована у Вознесенівському районі міста Запоріжжя. Неподалік від станції розташована приміська автостанція № 2 та Критий ринок.

## Історія
Станція відкрита 1934 року, первинна назва — Роз'їзд А. У 1935 році станцію електрифіковано постійним струмом (=3 кВ) в складі дільниці Довгинцеве — Запоріжжя.
У 1941 році контактна мережа демонтована, у 1952 році — відновлена. У 1959 році станція перейменована на Запоріжжя-Мале.
16 червня 2009 року станція Запоріжжя-Мале отримала нову назву, на честь колишнього начальника Придніпровської залізниці Анатолія Алімова. З цієї нагоди на будівлі вокзалу станції встановлена меморіальна дошка. Саме на цій станції у 1945 році Анатолій Алімов починав працювати черговим по станції.

## Пасажирське сполучення
На станції зупиняються приміські електропоїзди сполученням Марганець — Запоріжжя II / Запоріжжя I.